# HD 215545
HD 215545，又名CD-4714331，SAO 231290、HR 8662，是一颗恒星，视星等为6.56，位于銀經345.57，銀緯-58.54，其B1900.0坐标为赤經22h 40m 48.6s，赤緯-47° -58.54′ 58″。